# Kościół San Giuseppe w Mediolanie
Kościół San Giuseppe w Mediolanie – zabytkowy kościół rzymskokatolicki w Mediolanie.

## Historia
Kościół wzniesiono w latach 1607-1630 według projektu Francesca Marii Richiniego; jest pierwszym czysto barokowym obiektem sakralnym Mediolanu. Prawa strona kościoła jest zwrócona w kierunku ulicy via Andegari.
Richini miał do dyspozycji bardzo ograniczoną działkę, co skłoniło go do zastosowania nieregularnego planu opartego na zestawieniu dwóch przestrzeni scentralizowanych, wzorowanych na kościele Sant'Alessandro w Zebedii. Plastyczny wyraz fasady udekorowany jest serią edykuł mieszczących osiemnastowieczne figury świętych oraz podwójne przyczółki.